# Джон Ромеро
Алфонсо Джон Ромеро (на английски: Alfonso John Romero) е популярен програмист, дизайнер и разработчик в гейм индустрията. Съосновател на id Software и главен дизайнер на Doom, Quake и Wolfenstein 3D. Неговите уникални игрови дизайни заедно с революционните програмистки техники, създадени и въведени от водещия програмист на id Software Джон Кармак водят до масовото популяризиране през 90-те години на XX век на т.нар. FPS (first person shooter – „екшън от първо лице“) – жанр видеоигри, за които е характерна реалистична триизмерна интерактивна симулация на перспективата на играча – гледната точка на играча съвпада с тази на компютърния герой, като от последния се вижда най-вече ръката държаща оръжието. Целта при този вид игри е ликвидиране на останалите играчи чрез употребата на различни огнестрелни оръжия. Джон Ромеро е въвел популярния в геймърските среди термин Deathmatch (финалната битка за определяне на победителя).